# Loewe (entreprise d'électronique)
Pour les articles homonymes, voir Loewe.
Loewe Technology GmbH (prononcé [ˈløːvə]) développe, fabrique et vend une vaste gamme de produits et de systèmes mécaniques, électriques et électroniques, et est spécialisée dans l’électronique grand public. La société a été créée à Berlin en 1923 par les frères Siegmund et David L. Loewe. Le siège et les installations de production de la société sont situés à Kronach, en Haute-Franconie.

## Histoire

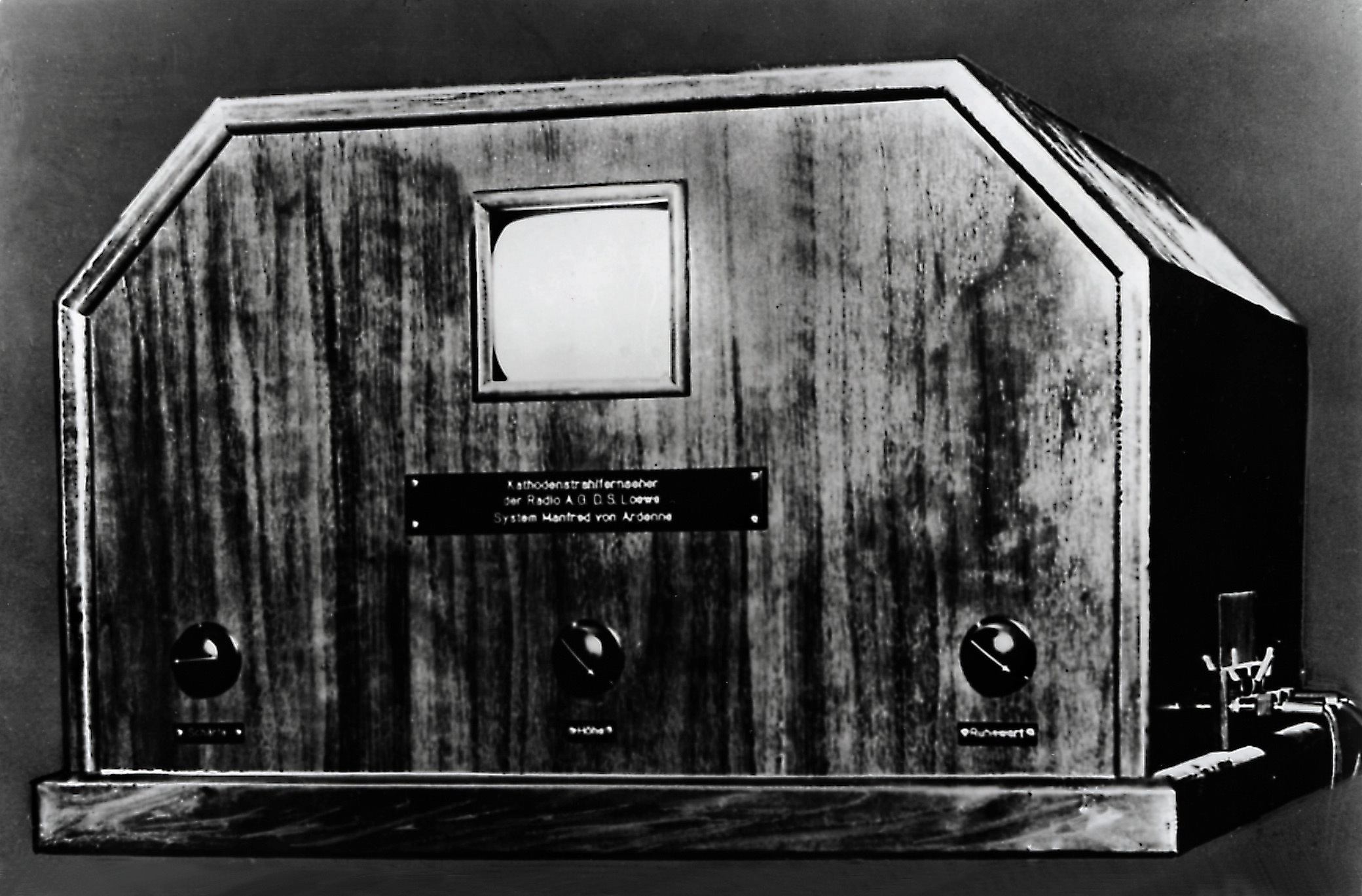
Le premier téléviseur Loewe (1931).

La société est lancée en 1923 à Berlin, lorsque Siegmund Loewe et son frère David Ludwig Loewe créent une société de fabrication de radio qu’ils nomment Radiofrequenz GmbH. Leur collaboration avec le jeune physicien Manfred von Ardenne en 1926 mène au développement du triple tube, qui est utilisé pour la première fois dans le poste récepteur Loewe OE333. Cette production multitube dont Loewe a été le fer de lance est désormais reconnue comme le premier circuit intégré au monde.
Chez Loewe, le développement de la télévision commence en 1929. La société travaille avec le pionnier de la télévision britannique John Logie Baird. En 1931, Manfred von Ardenne présente le premier téléviseur entièrement électronique au monde au public du stand Loewe lors du 8e salon de la radio de Berlin.
L’arrivée de Hitler au pouvoir en Allemagne contraint Siegmund Loewe à émigrer aux États-Unis. Il y arrive en 1938 et se lie d’amitié avec un autre émigrant parti pour les mêmes raisons, Albert Einstein. À partir de 1939, Loewe produit principalement de la technologie radio pour la Luftwaffe allemande et devient en 1940 la propriété du ministère de l'aviation du Reich.
En 1949, Siegmund Loewe reprend possession de la société et devient président du conseil de surveillance. Dans les années 1950, Loewe commence à produire l’Optaphone, le premier magnétophone à bande et à fabriquer les téléviseurs à Kronach. L’année 1961 est le théâtre de l’apparition du premier magnétoscope européen, l’Optacord 500, fabriqué en série.
En 1962, la tradition de cette société familiale est rompue avec le décès de Siegmund Loewe. Des filiales du groupe Philips reprennent la plus grande partie des actions. Sous leur direction, qui se poursuit jusqu’en 1985, la société se spécialise de plus en plus dans le développement et la production de téléviseurs. En 1963, le premier téléviseur portatif, Loewe Optaport, est lancé. Il possède un écran de 25 cm et une radio FM intégrée. Les premiers téléviseurs couleur de Loewe sont lancés en parallèle à l’introduction de la télévision couleur en Allemagne. En 1979, Loewe lance une production de téléviseurs dans un châssis entièrement intégré (tout est compris dans un seul circuit). Le premier téléviseur stéréo européen suit en 1981.
En 1985, la direction transforme Loewe en société privée après que Philips a vendu ses parts. Une nouvelle division d'électronique automobile a été lancée en coopération avec BMW. En 1991, le groupe japonais Matsushita (Panasonic) a pris une participation dans Loewe et a également repris les parts de BMW en 1993 ; Matsushita a toutefois vendu ses parts en 1997. L'entreprise est ensuite entrée en bourse.
C'est également en 1985 que le designer de Loewe Heinz Jünger a créé le téléviseur Art 1, posant ainsi les bases de l'ascension de Loewe en tant que marque haut de gamme de renommée internationale dotée d'une stratégie claire en matière de design. Alors que Loewe avait déjà attiré l'attention à plusieurs reprises grâce à ses designs de produits indépendants (par exemple Opta 537, Palette, line 2001, Loewe MCS), ce n'est que maintenant qu'elle a développé son propre profil. Fort du succès de l'Art 1, un corporate design distinct a été développé et le département design de Loewe a été systématiquement transformé en un département de gestion du design. De nombreux designers de renom, tels que Hubertus Carl Frey alias hace, qui a conçu la marque Loewe, ainsi que des agences de design industriel telles que Phoenix, Neumeister et Design3 ont travaillé comme designers externes pour Loewe au cours de ces années.
En 1995, le CS1 constitue une autre première internationale en tant que premier téléviseur entièrement recyclable au monde.
L’année 1998 est marquée par deux autres étapes phares dans l’histoire de la société, avec le lancement du Xelos @ media, premier téléviseur doté d’un accès à Internet et celui du Spheros, premier téléviseur Loewe à écran plat. L’année suivante, Loewe AG est introduite en Bourse sous la direction de Rainer Hecker (PDG) et de Burkhard Bamberger (directeur financier) .
En 2002, Loewe s'est imposé sur le marché en tant que fournisseur de téléviseurs à tube cathodique de haute qualité et orientés vers le design. Cependant, en raison du triomphe des téléviseurs à écran plat, les ventes de téléviseurs à tube cathodique de Loewe dans le segment haut de gamme se sont effondrées en 2003. Loewe a réagi en lançant un programme de réorganisation, en remplaçant complètement la gamme de téléviseurs par des écrans plats et en revitalisant la marque par une orientation premium encore plus stricte. En 2005 arrive le modèle Individual, premier téléviseur à écran plat équipé d’options destinées au logement individuel, de solutions de paramétrage et de couleurs en incrustation. Loewe devient un fabricant de téléviseurs à écran plat de premier plan. En 2008, Loewe a reçu le German Brand Award 2008 dans la catégorie Best Brand Relaunch, car l'entreprise a maîtrisé la crise de la marque grâce à une stratégie premium cohérente et a réussi à se redresser.
La société adopte la technologie LED en 2010 dans le nouveau modèle Individual. Au cours de l’année suivante, Loewe lance l’écran 3D dans sa gamme Individual.
À la suite de difficultés financières, la société sollicite une procédure de sauvegarde en juillet 2013 mais, après de graves pertes financières, le groupe Loewe fait faillite le 1er octobre 2013 et se place en procédure de redressement judiciaire. La procédure de sauvegarde de Loewe AG et de Loewe Opta GmbH est transformée en procédure de redressement judiciaire en auto-administration (en allemand : « Insolvenzverfahren in Eigenverwaltung »). Le tribunal de la faillite de Cobourg approuve une demande de la direction de Loewe à ce propos et confirme la procédure d’auto-administration. L’entreprise reste entièrement opérationnelle au-delà du 1er octobre 2013.
En mars 2014, les principaux actifs de Loewe AG sont rachetés par Stargate Capital GmbH, un investisseur basé à Munich. Cette reprise permet de garantir l’avenir de la marque Loewe traditionnelle en Allemagne sous propriété allemande. Mais en mai 2019, comme en 2013, Loewe annonce un redressement judiciaire en auto-administration en raison de « la faiblesse constante du marché des téléviseurs » .
En décembre 2019, Skytec Group Ltd reprend la marque. Depuis lors, Loewe a réussi le lancement de la nouvelle plate-forme de streaming télévisé SL7, d’une vaste gamme de nouveaux produits audio et d’une nouvelle sous-marque dénommée We.by.Loewe. En 2021, la société rachète 65 000 mètres carrés de terrains et de bâtiments à la ville de Kronach afin de sécuriser son implantation. Les plans envisagent une rénovation pas à pas de l’ensemble de la zone, ainsi que la construction de nouvelles installations administratives et de bureaux .
La star du football français Kylian Mbappé a pris une participation dans Loewe le 30 septembre 2024 .

## Produits
Type FEB
En 1929, Loewe commence à produire des téléviseurs. Manfred von Ardenne se concentre sur les circuits électroniques. Le 14 décembre 1930, il réussit la première transmission entièrement électronique de diapositives à l’aide du tube cathodique. La première diffusion publique de films a lieu en 1931 et, deux ans plus tard, Loewe présente le premier Type FEB prêt pour la production en série.
Loewe Optaport
En 1963, Loewe conçoit le premier téléviseur entièrement équipé de transistors et portatif, l’Optaport. L’écran de l’appareil a une diagonale de 9,8 pouces et est équipé d’une partie à ondes radio ultracourtes intégrée.
Art 1
En février 1981, Loewe présente le premier téléviseur à son stéréo en Europe. Quatre ans plus tard, la société lance « Art 1 », une nouvelle génération de téléviseurs orientée sur la technique, au design entièrement repensé.
D2-MAC
Le procédé D2MAC pour les composants de téléviseurs permet de transmettre le son numérique en stéréo ou en plusieurs langues. La transmission d’images est proche de la qualité studio grâce à la transmission de l’élément RVB. Loewe participe à l’utilisation de la technologie de télévision européenne modernisée en construisant le premier téléviseur allemand équipé d’un décodeur D2-MAS interne à prise, d’un syntoniseur Sat-TV et de modules PiP. Les tubes des téléviseurs 16:9 permettaient déjà d’obtenir une résolution standard lors du premier essai de diffusion en direct des jeux olympiques de 1992. Les gammes 1250 HDTV ne réussissent cependant pas à s’implanter et cessent d’être commercialisées après la distribution des programmes allemands via Astra.
CS1
Le premier « CS1 » respectueux de l’environnement entre en production en 1995. Cet appareil est essentiellement constitué de céramique, de cuivre, d’aluminium, de silice et de fer. Les tubes du téléviseur peuvent être jetés séparément, tandis que le boîtier et l’électronique sont conçus pour être complètement fondus en vue d’être réutilisés. Il est donc possible de désassembler le CS1 pour recycler ses composants.
Xelos@media et Spheros
À compter de 1995, Loewe continue à évoluer en passant d’un fabricant d’électronique grand public classique à un spécialiste du multimédia. En 1997, Loewe lance « Xelos@media », le premier téléviseur avec accès à Internet. Au cours de la même année, le premier téléviseur « Spheros » à écran plat arrive sur le marché.
MultiTel TV 10
En 1988, le MultiTel TV 10 est la démonstration de la toute dernière dynamique dans le domaine de l’électronique de communication qui peut être réalisée par des téléviseurs à l’époque. Il est possible de téléphoner, de conserver un répertoire de noms, d’effectuer des requêtes dans une base de données, d’envoyer des télex et fax et d’utiliser l’ensemble de la bande passante du média grâce à un seul appareil compact.
Individual, Art et Connect
« Individual » est le premier téléviseur à écran plat qui propose des options pour chaque logement, des solutions de paramétrage individuelles ainsi que des couleurs lumineuses et qui permet à Loewe de se démarquer en tant que fabricant de premier ordre. Lancé en 2008, « Loewe Connect » est le premier téléviseur intelligent du monde doté d’une liaison entièrement intégrée qui propose un accès sans fil aux fichiers multimédia, à un lecteur de disque dur externe et aux systèmes d’un PC.
En 2010, Loewe développe son premier téléviseur LCD produit en lot équipé d’un rétroéclairage LED, la prochaine génération du modèle « Individual SL ». Au cours de la même année, les séries à LED « Art » et « Connect », avec DR+ Streaming, MediaText, HbbTV, CE-HTML et un client de streaming amélioré sont présentées lors du salon IFA. La mise en réseau de plus en plus intelligente des habitations modernes est intégrée avec des fonctions telles que « Follow-me », qui permet à l’utilisateur d’enregistrer ou de commencer à regarder un film dans une pièce et de finir de le regarder dans une autre, grâce au fonctionnement multipièce.
bild, klang, plus
En 2016, Loewe introduit une nomenclature allemande de ses produits afin de « communiquer de manière authentique avec ses racines allemandes ». Les noms de produits en allemand sont censés informer sur l’utilisation des produits concernés au sein du système de divertissement : bild (téléviseurs), klang (haut-parleurs) et plus (accessoires).
La gamme actuelle
En 2021, Loewe lance une nouvelle gamme de téléviseurs OLED et LCS basés sur une nouvelle plate-forme SL7 de streaming intelligente. Cette gamme regroupe les séries Bild i pour les systèmes OLED et Bild C pour les systèmes LCD.
Dans le même intervalle, Loewe continue à proposer sa plate-forme SL5 originale dans les séries Bild v et Bild s.
La gamme audio est formée de radios intelligentes (Klang S1 et S3), de systèmes de haut-parleurs multipièces (MR1, MR3, MR5, le MR7 devant rejoindre la gamme à la fin 2024), de barres de son (KlangBar5 et KlangBar3) et de caissons de basses (Sub1 et Sub5).[réf. souhaitée]
La marque We.by.Loewe
En 2021, Loewe Technology lance une nouvelle sous-marque dénommée We.By.Loewe qui cible les plus jeunes générations et propose des produits à des prix plus abordables. La gamme actuelle comprend des téléviseurs LCD (We.See32, We.See43, We.See50, We.See55) ainsi que deux tailles de haut-parleurs Bluetooth (We.Hear1 et We.Hear2). Tous sont disponibles dans des couleurs vives.

## Galerie

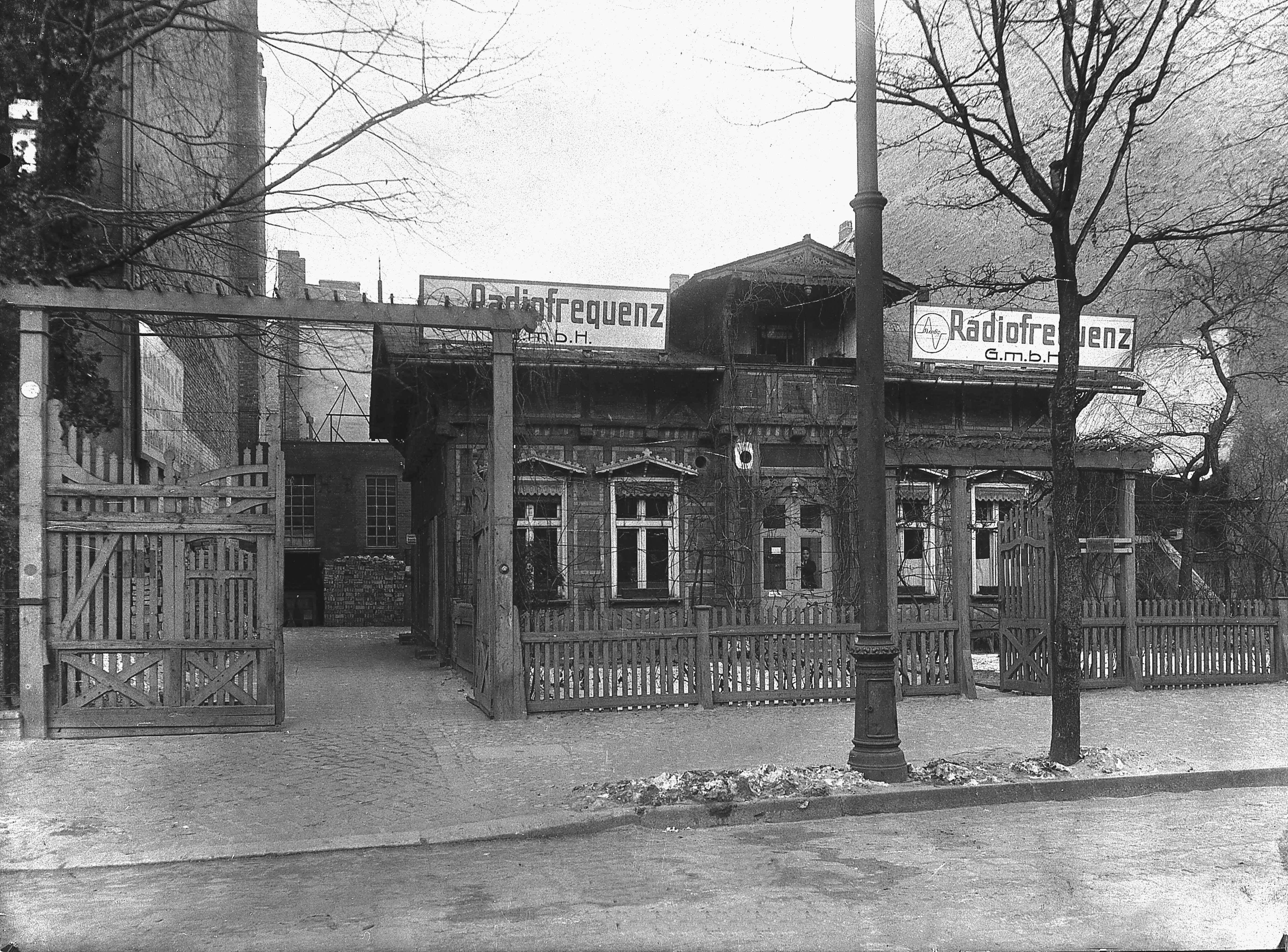
Le siège social de Loewe à Berlin en 1923
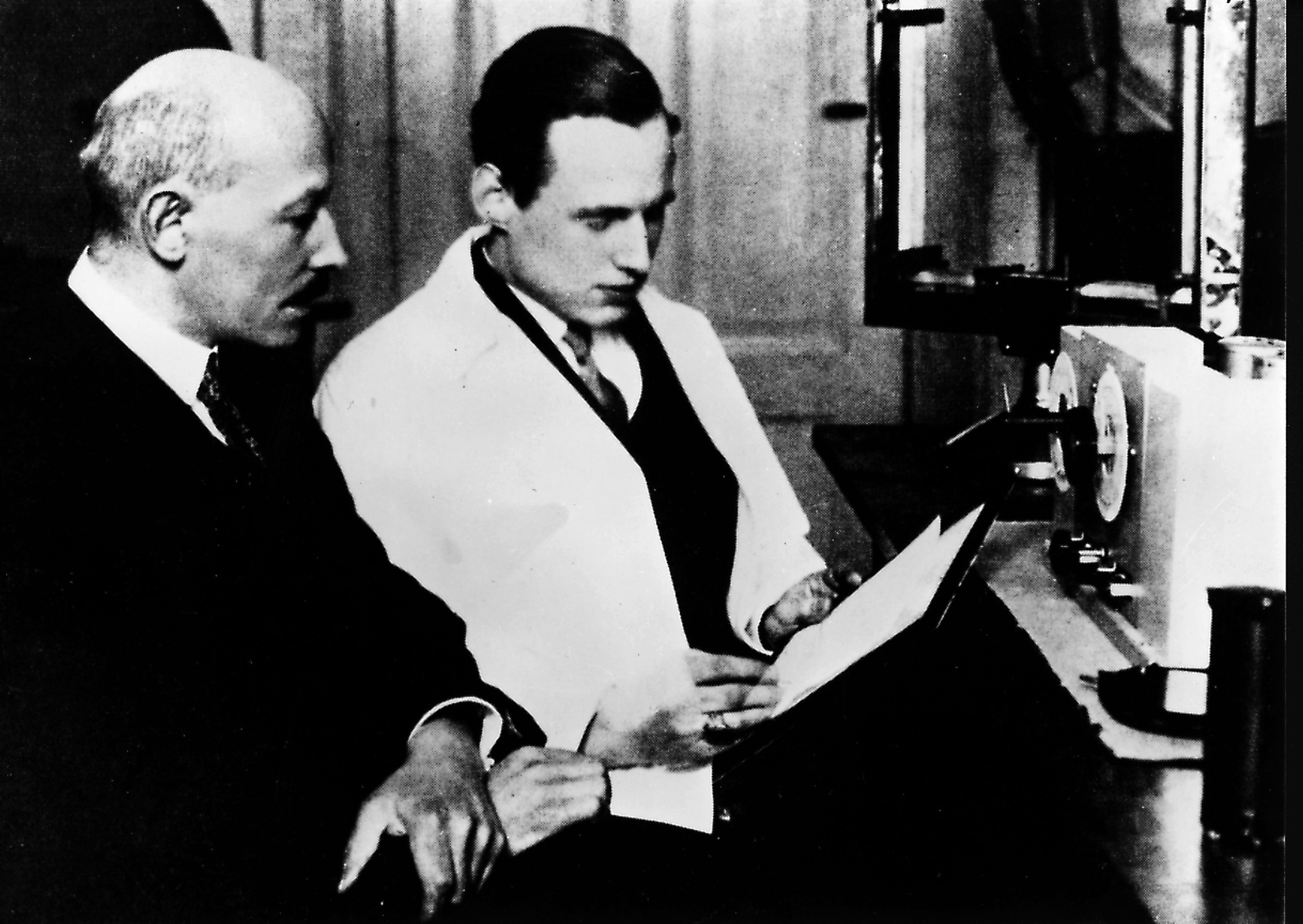
Siegmund Loewe et Manfred von Ardenne
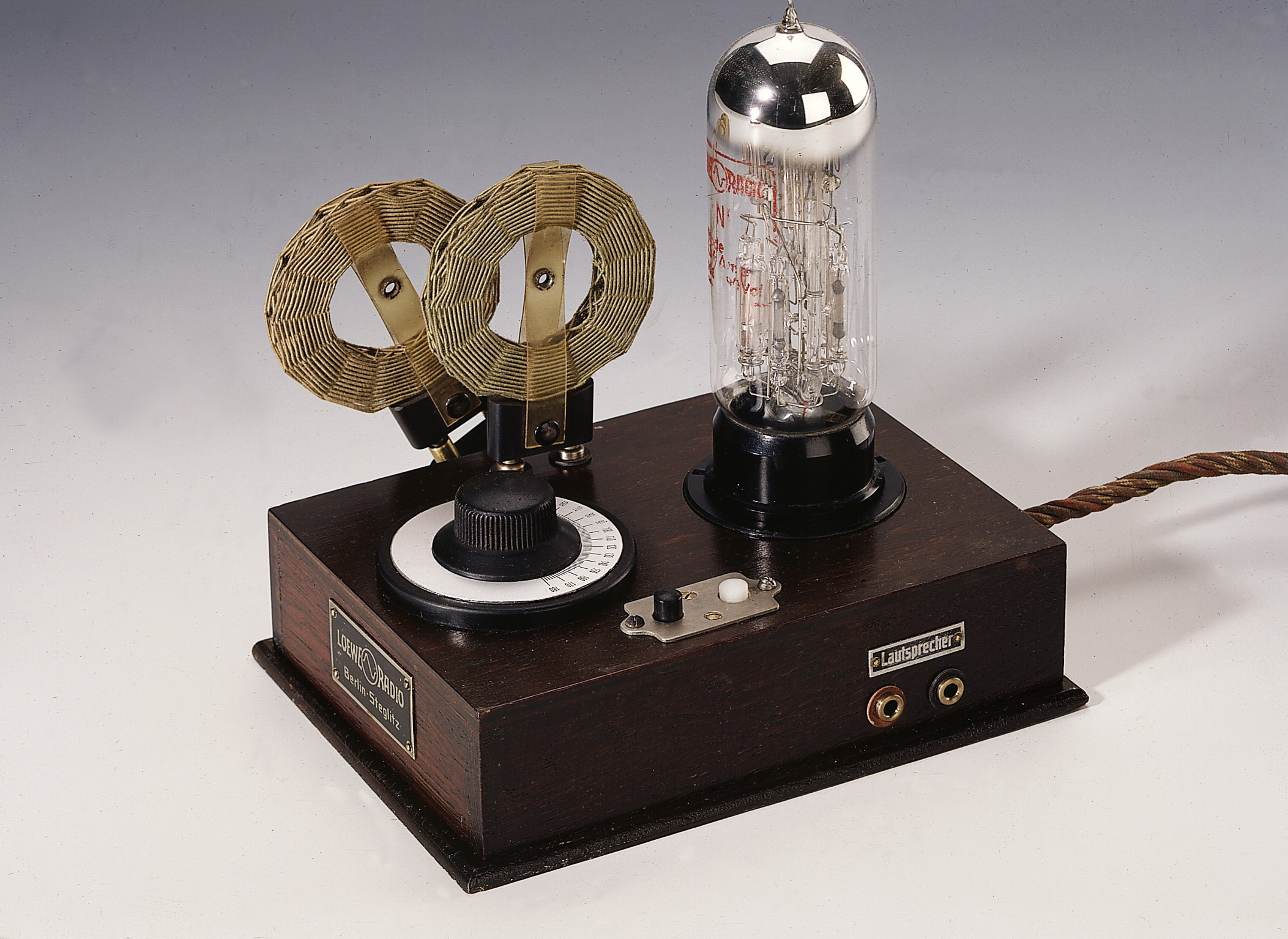
Le récepteur local de Loewe en 1926
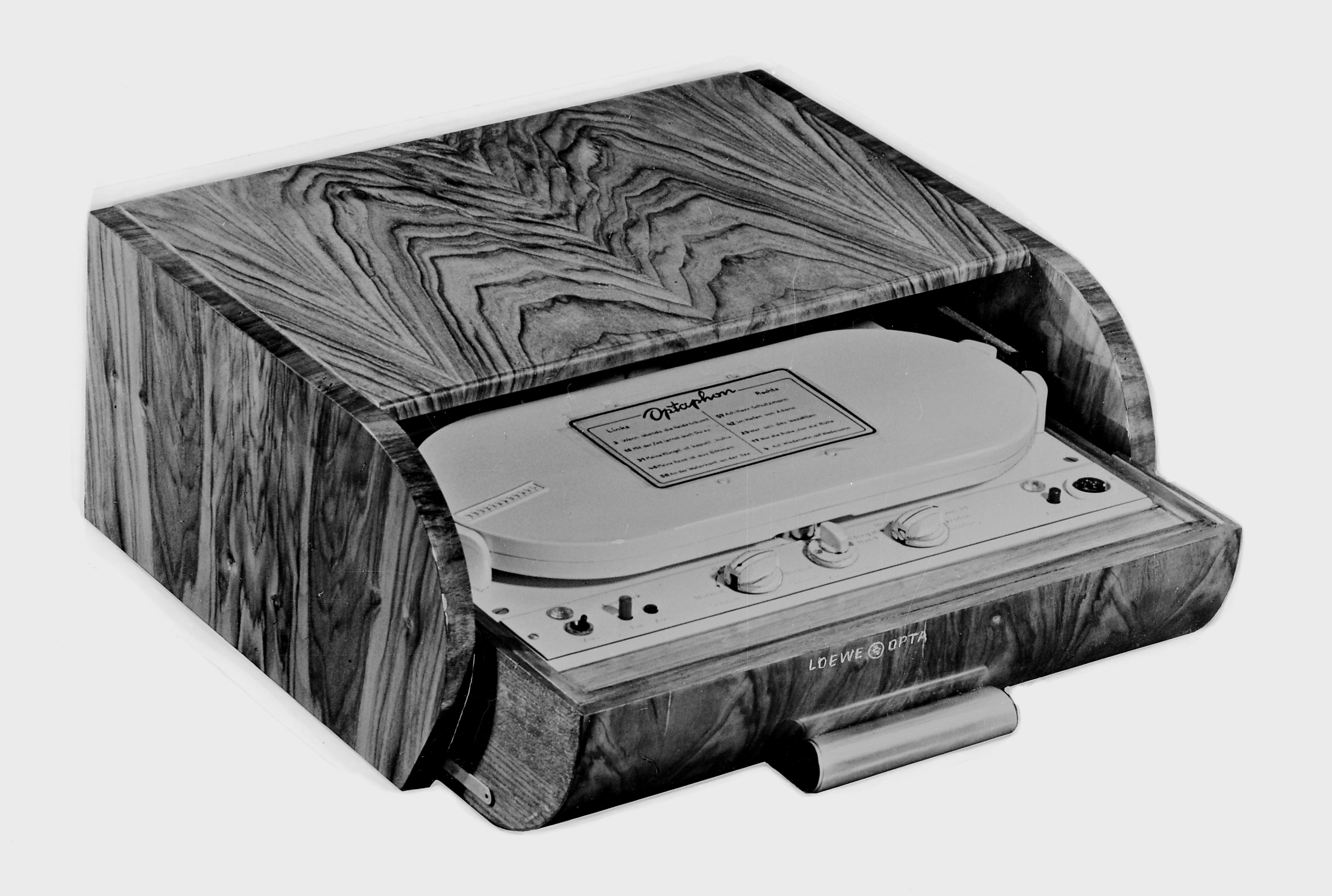
L’Optaphone de Loewe en 1950
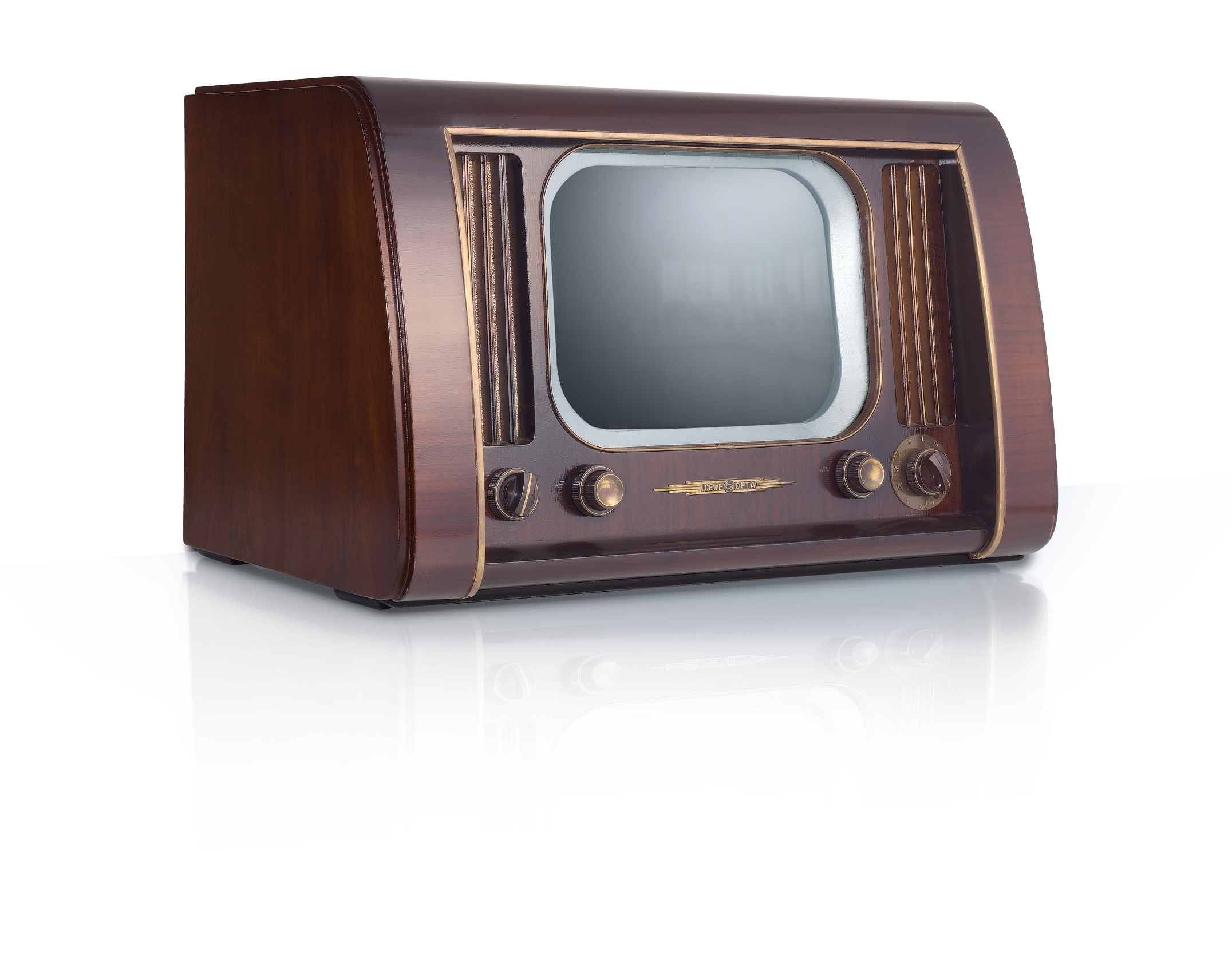
Le modèle Iris en 1951
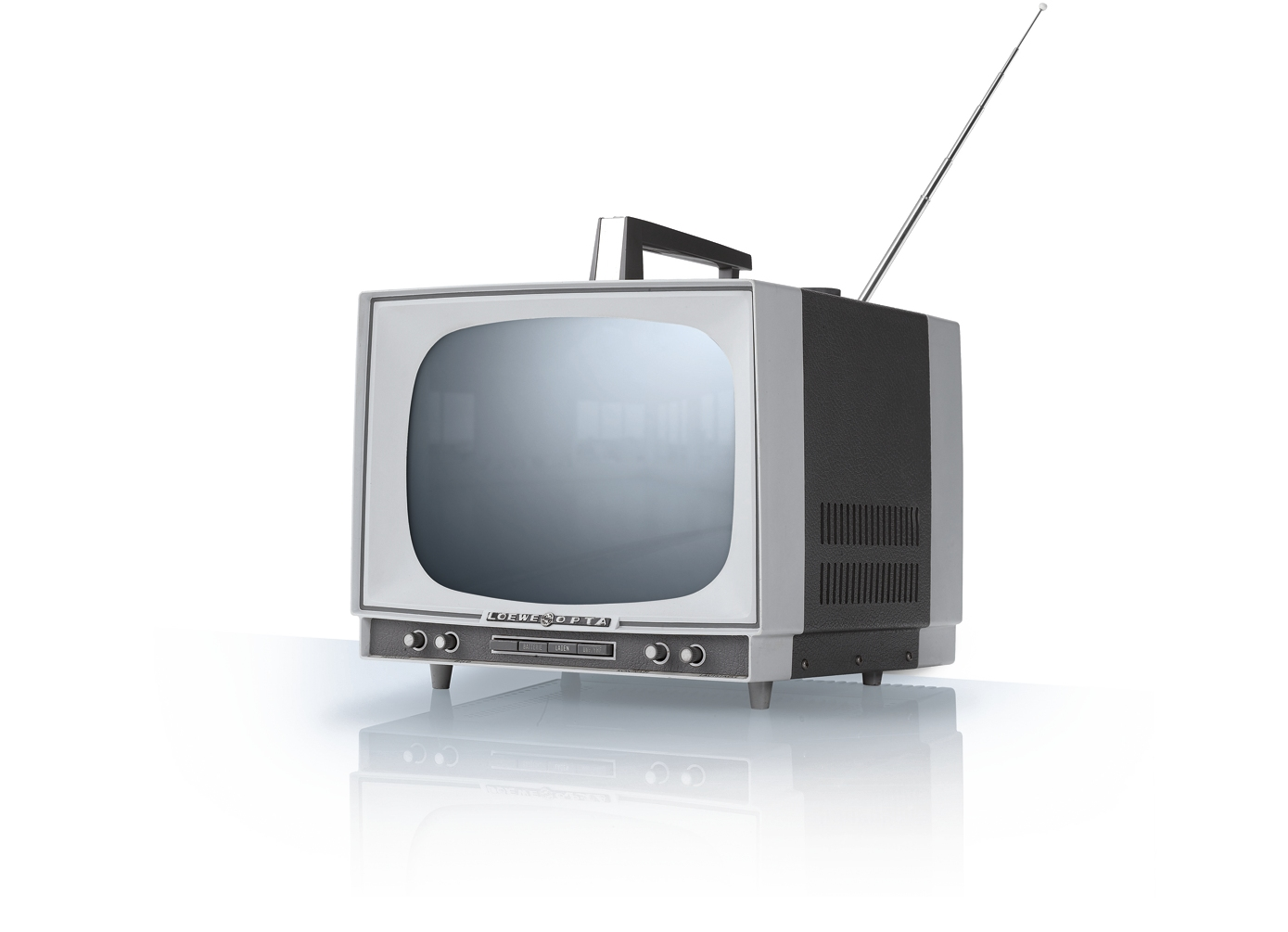
L’Optaport en 1963
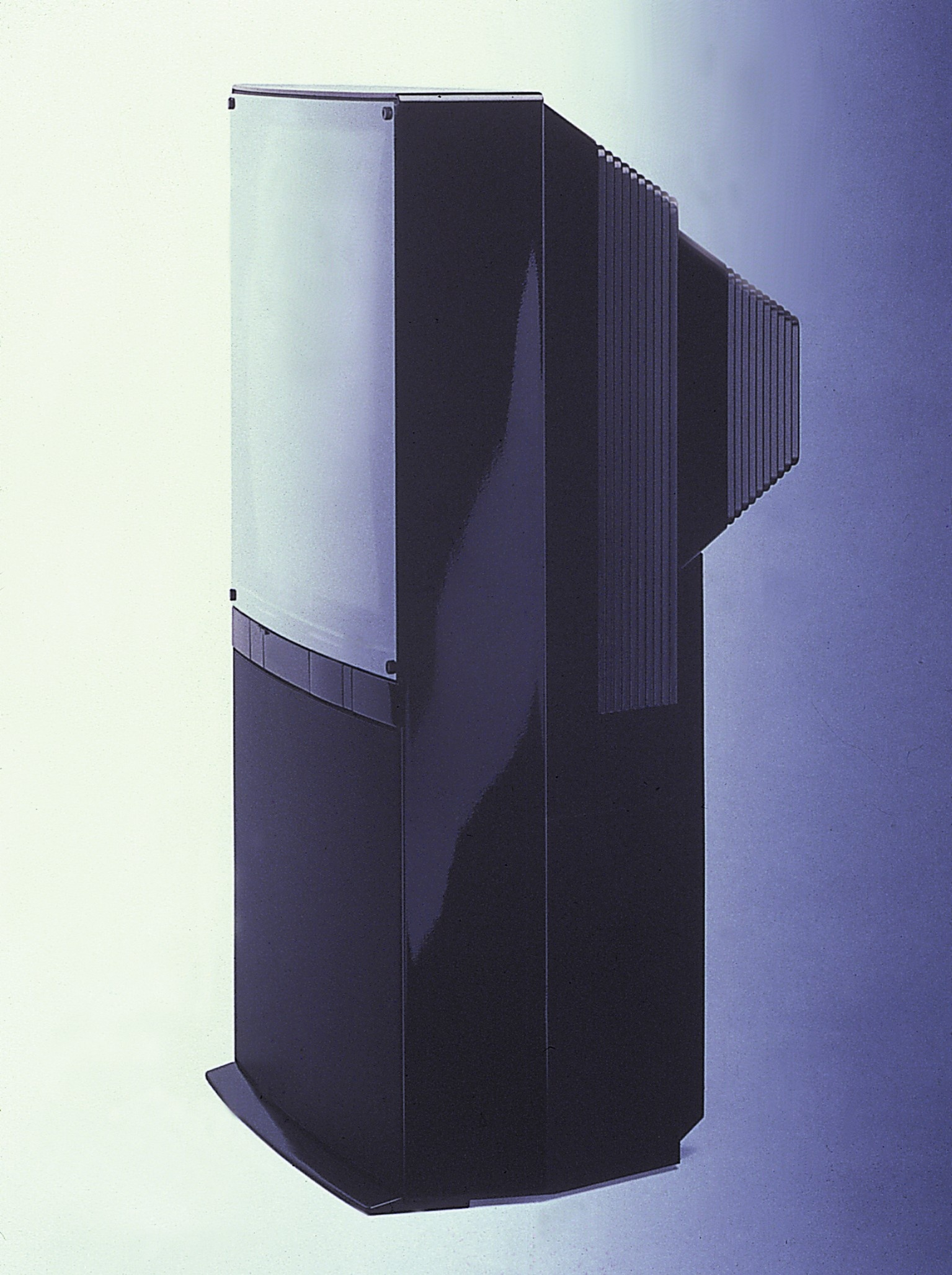
Art 1 de Loewe en 1985
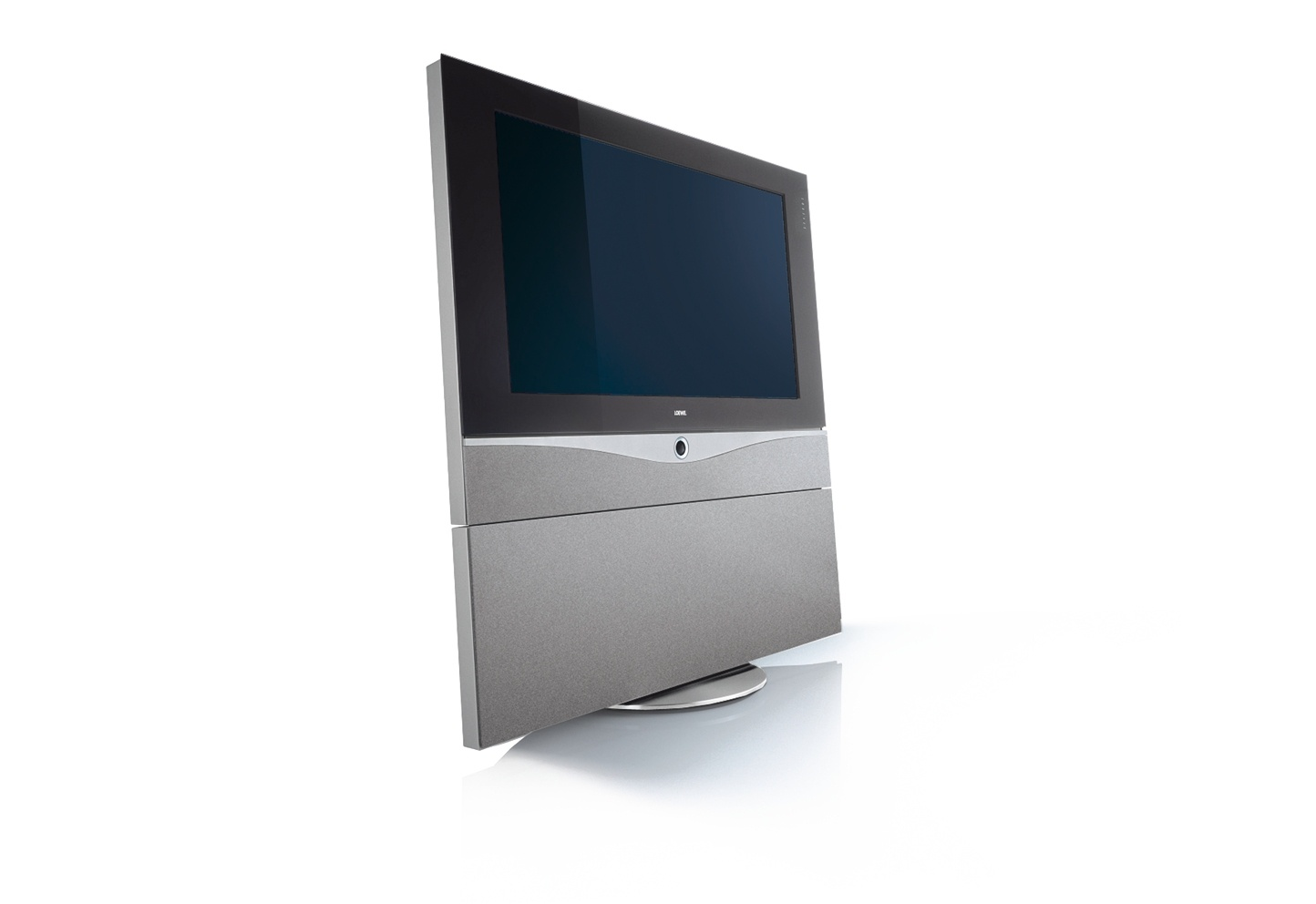
Spheros en 1998

## Documentation
- 75 Jahre Loewe (1923-1998). Und die Zukunft geht weiter, author's edition 1998
- Speidel, Markus: Netzwerke, Kooperationen und Management-Buy-Out. Die Geschichte des Unternehmens Loewe zwischen 1962 und 1985 (in German). Klartext Verlag, Essen 2012,  (ISBN 978-3-8375-0756-0)
- Frank Keuper, Jürgen Kindervater, Heiko Dertinger, Andreas Heim (Hrsg.): Das Diktat der Markenführung. 11 Thesen zur nachhaltigen Markenführung und -implementierung. Mit einem umfassenden Fallbeispiel der Loewe AG, Gabler Fachverlage, Wiesbaden 2009,  (ISBN 978-3-8349-0852-0)
- Kilian Steiner: Ortsempfänger, Volksfernseher und Optaphon. Die Entwicklung der deutschen Radio- und Fernsehindustrie und das Unternehmen Loewe 1923–1962. Klartext Verlag, Essen 2005,  (ISBN 978-3-89861-492-4)
- Kilian Steiner: Loewe. 100 Jahre Designgeschichte. Loewe. 100 years design history (in German and English). Stuttgart: avedition, Stuttgart 2023,  (ISBN 978-3-89986-390-1)